# II. Leó örmény király
II. Leó (1236. január 24. – Szisz, 1289. február 6.), vagy más számozás szerint III. Leó, örményül: Լևոն Բ (Գ), franciául: Léon II (III) d'Arménie, örmény király. Szaven-Pahlavuni Izabella ciprusi régensné, Szaven-Pahlavuni Mária bizánci császárné, valamint II. Hetum, I. Torosz, IV. Szempad, I. Konstantin és I. Osin örmény királyok apja. A Szaven-Pahlavuni-dinasztia hetumida ágának a tagja. Szaven-Pahlavuni Szibilla antiochiai fejedelemné bátyja.

## Élete
I. Hetum (1215–1270) és I. Izabella (Zabel) (1212/13–1252) örmény királyok idősebb fia. 1269-ben az apja, I. Hetum lemondása után lett örmény király, és 1271. január 6-án koronázták királlyá Tarsusban.

## Gyermekei
- Feleségétől, Küra Anna (–1285) lamproni úrnőtől, 16 gyermek:
  - N. (fiú) (1262. január 15./1263. január 14. – fiatalon)
  - Konstantin (1265. január – fiatalon)
  - Eufémia (Fimi) (1266. január 14./1267. január 13. – fiatalon)
  - Hetum (1267–1307), II. Hetum néven örmény király, nem nősült meg, gyermekei nem születtek
  - Izabella (Zabel) ( 1269. január 13./1270. január 12. – 1273 előtt)
  - Torosz (1270–1298), I. Torosz néven örmény király, felesége Lusignan Margit (1276 körül–1296) ciprusi királyi hercegnő, 1 fiú:
    - III. Leó  (1289–1307) örmény király, felesége Lusignan Mária (Ágnes/Amiota) (1293/94–1309) ciprusi királyi hercegnő, lásd lent, nem születtek gyermekei

  - Rupen (1272. január 13./1273. január 12. – fiatalon)
  - Izabella (Zabel) (1273. január 12./1274. január 11. – 1276 előtt)
  - Zabel (Izabella) (1276/77–1323), IV. Szempad ikertestvére, férje Lusignan Amalrik (1270/72–1310) ciprusi és jeruzsálemi királyi herceg, Ciprus régense, Türosz ura, 6 gyermek, többek között:
    - Lusignan Mária (Ágnes/Amiota) (1293/94–1309) ciprusi királyi hercegnő, örmény királyné: (1306–1307), férje III. Leó (1289–1307) örmény király, lásd fent, gyermekei nem születtek
    - II. Konstantin (1297/1300–1344) örmény király: (1342–1344), 1. felesége Kantakuzéna N. (–1330/32) bizánci úrnő, nem születtek gyermekei, 2. felesége Szürgiannaina Teodóra (1300 körül–1347/49) bizánci úrnő, 2 gyermek, többek között:
      - Lusignan Izabella (1333/1335–1387 után) örmény és ciprusi királyi hercegnő, férje Kantakuzénosz Mánuel (1326 körül–1380), Morea despotája, VI. (Kantakuzénosz) János bizánci császár fia

    - Lusignan János (1306/07–1343) ciprusi királyi herceg, Örményország régense: (1341–1342), felesége N. N., 1 fiú+2 természetes fiú, többek között:
      - (Házasságon kívüli kapcsolatából): V. Leó (1342–1393) örmény király: (1374–1375), felesége Soissons Margit (1345/50–1379/1381) ciprusi úrnő, 1 leány+3 természetes fiú, többek között:
        - Lusignan Mária (1374–1381) örmény királyi hercegnő

    - Lusignan Bohemond (1307/09–1344) ciprusi királyi herceg, Korikosz ura, felesége Neghiri Eufémia (1326–1377/1381),[2] III. Konstantin örmény király húga, a házasságából nem születtek gyermekei, 1 természetes fiú:
      - (Házasságon kívüli kapcsolatából): Lusignan Bertalan (1344 előtt – 1374 után), Örményország régense: (1373–1374)

  - Szempad (1276/77–1310/11), Zabel (Izabella) ciprusi régensné ikertestvére, IV. Szempad néven örmény király, felesége Ilhanida N. mongol hercegnő, gyermekei nem születtek
  - Konstantin (1277/78–1308 után), I. Konstantin néven örmény király, nem nősült meg, gyermekei nem születtek
  - Rita (Mária) (1278/79–1333), Theophanu ikertestvére, férje IX. (Palaiologosz) Mihály (1277–1320) bizánci császár, 4 gyermek, többek között:
    - III. Andronikosz bizánci császár

  - Theophanu (Teodóra) (1278/1279–1296), Rita ikertestvére, nem ment férjhez, nem születtek gyermekei
  - Nerszesz  (1279/1280–1301) pap
  - Osin (1282–1320), I. Osin néven örmény király, 1. felesége Izabella (–1310) korikoszi úrnő, 2 gyermek, 2. felesége Anjou Johanna (Irén) (1297–1323) tarantói hercegnő, 2 gyermek, többek között:
    - (1. házasságából): IV. Leó (1308/09–1341) örmény király, 1. felesége Aliz (–1329) korikoszi úrnő, Osin örményországi régens lánya, 1 fiú, 2. felesége Aragóniai Konstancia (1306–1344), II. Frigyes szicíliai király és Anjou Eleonóra nápolyi királyi hercegnő lánya, valamint II. Henrik ciprusi és jeruzsálemi király özvegye, nem születtek gyermekei, 1 fiú az 1. házasságából:
      - (1. házasságából): Hetum (fiatalon meghalt) örmény királyi herceg és trónörökös

  - Alinak (1283/1284–1310), nem nősült meg, gyermekei nem születtek
- Ismeretlen ágyasától (ágyasaitól), 2 leány:
  - N. (leány), férje Maszud Muad ad-Din Szulejmán (–1296 után), Pervane szinopei emír fia
  - N. (leány), férje Kutlu sah